# آتش‌سوزی جنگل (فیلم ۱۹۴۵)
«آتش‌سوزی جنگل» (انگلیسی: Wildfire (1945 film)) فیلمی در ژانر وسترن است که در سال ۱۹۴۵ منتشر شد.